# Les Roquevillard (film, 1943)
Pour les articles homonymes, voir Les Roquevillard.
Pour plus de détails, voir Fiche technique et Distribution.
Les Roquevillard est un film français réalisé par Jean Dréville, sorti en 1943.

## Synopsis
Les Roquevillard, tiré d'un roman de Henry Bordeaux, raconte l'histoire d'une famille bourgeoise chambérienne, les Roquevillard. Le fils de la famille Roquevillard, Maurice, dont le père est avocat, est séduit par Edith, la femme de maître Frasne, plus mûre que lui, qui l'emmène dans une escapade en Italie, en emportant en secret de Maurice la dot de 200 000 francs que lui a constitué son mari. Pour se venger, le mari d'Edith accuse Maurice d'avoir volé la dot, et jette le déshonneur sur la famille Roquevillard. Un an plus tard, apprenant ce vol, Maurice se constitue prisonnier en rentrant d'Italie, ne voulant plus rien devoir à cette femme qui l'a trompé. Son père rembourse Frasne en vendant la Vigie, un terrain familial hérité de la lignée des Roquevillard, mais Frasne maintient sa plainte, obligeant Roquevillard père à plaider devant le tribunal la défense de son fils, qui refuse par honneur de s'innocenter en dénonçant le vol d'Edith.

## Fiche technique
- Titre : Les Roquevillard
- Réalisation : Jean Dréville, assisté de Stany Cordier
- Scénario : Jean Dréville, d'après le roman de Henry Bordeaux
- Adaptation et dialogue : Charles Exbrayat
- Photographie : Robert Lefebvre
- Montage : Monique Bonnot et Henri Rust
- Musique : Maurice Thiriet
- Son : Lucien Lacharmoise
- Décors : Roland Quignon
- Costumes : Elisabeth Simon
- Société de production : Sirius Films
- Production : Lucien Masson
- Lieu de tournage : Talloires (Villa Besnard)
- Pays d'origine :  France
- Format :  Noir et blanc - 1,37:1 - 35 mm - son mono
- Genre : Film dramatique
- Durée : 95 minutes
- Date de sortie : 
  - France - 28 juillet 1943

## Distribution
- Aimé Clariond : Maître Bastard
- Mila Parély : Édith Frasne
- Charles Vanel : François Roquevillard
- Yolande Laffon : Valentine Roquevillard
- Fernand Charpin : Antonio Sicardi
- Jean Pâqui : Maurice Roquevillard
- Simone Valère : Jeanne Sassenay
- Jean Brochard : Philippeaux
- Paulette Élambert : Marguerite Roquevillard
- Gabrielle Fontan : Pierrette, La Fauchois
- Raymond Galle : Raymond Bercy
- Jacques Grétillat : Porterieux
- Jean Périer : Maître Hamel
- Maurice Schutz : Étienne Roquevillard
- Jacques Varennes : Maître Frasne
- Janine Viénot : Thérèse Roquevillard
- René Blancard : Charles Marcellaz
- Hélène Dartigue
- Marguerite de Morlaye
- Henri Doublier
- Charlotte Ecard
- Marcel Mouloudji : Le garçon de la pension italienne
- Jeanne Pérez : Camille Roquevillard
- Louis Seigner : Le procureur de la République
- Paul Violette
- Janine Zorelli